# Neonymphon caecum
Neonymphon caecum is een zeespin uit de familie Nymphonidae. De soort behoort tot het geslacht Neonymphon. Neonymphon caecum werd in 1955 voor het eerst wetenschappelijk beschreven door Stock. 